# Jackinabox
Jackinabox is het derde studioalbum van Turin Brakes. Het werd op 30 mei 2005 uitgegeven door Source Records/EMI.
In het Verenigd Koninkrijk en de Verenigde Staten werd het album voorzien van een bonus-dvd, met daarop onder meer een interview waarin de band ingaat op de liedjes, een kijkje achter de schermen bij de totstandkoming van de videoclip van "Fishing for a Dream" en enkele liveopnamen van een concert in april 2005 te Londen. De productie werd verzorgd door Turin Brakes en de opnamen vonden plaats in een zelfgebouwde studio in Londen. Het album eindigt met een hidden track, een opname van een jamsessie, getiteld "Ambient 2".
Drie van de liedjes werden tevens als singles uitgebracht, te weten "Fishing for a Dream" (mei 2005), "Over and Over" (augustus 2005) en "The Red Moon" (oktober 2005, als ep).

## Tracklist
| 1.                 | They Can't Buy the Sunshine | 3:08 |
| 2.                 | Red Moon                    | 4:16 |
| 3.                 | Forever                     | 3:17 |
| 4.                 | Asleep with the Fireflies   | 5:01 |
| 5.                 | Fishing for a Dream         | 4:29 |
| 6.                 | Road to Nowhere             | 4:00 |
| 7.                 | Over and Over               | 3:09 |
| 8.                 | Last Clown                  | 4:15 |
| 9.                 | Above the Clouds            | 3:47 |
| 10.                | Building Wraps Round Me     | 3:44 |
| 11.                | Jackinabox                  | 4:19 |
| 12.                | Come and Go                 | 5:25 |
| 13.                | Ambient 2 (hidden track)    | 5:00 |
| Totale duur: 53:50 |                             |      |